# Bol'šoe Nagatkino
Bol'šoe Nagatkino (in russo Большо́е Нага́ткино?) è un villaggio della Russia europea, situato nell'oblast' di Ul'janovsk. È il centro amministrativo del rajon Cil'ninskij.
Si trova 35 km (in linea d'aria) a nord-ovest di Ul'janovsk.